# هاوارد فاست
هاوارد ملویل فاست (به انگلیسی: Howard Fast) (زاده ۱۱ نوامبر ۱۹۱۴ – درگذشته ۱۲ مارس ۲۰۰۳) رماننویس و نویسنده تلویزیونی کمونیست اهل آمریکا بود. او با نام‌های مستعار ای. وی. کانینگهام و والتر اریکسون نیز قلم زده است.
هاوارد فاست در شهر نیویورک زاده شد. مادرش یک مهاجر بریتانیایی و پدرش یک مهاجر اوکراینی و هر دو یهودی بودند. با مرگ مادرش در ۱۹۲۳ و بیکار شدن پدرش، جوان‌ترین برادرش یولیوس برای ادامه زندگی نزد خویشاوندان شان رفت لیکن هاوارد و برادر بزرگش ژروم به کار فروختن روزنامه مشغول شدند.
هاوارد جوان نوشتن را در سنین پایین آغاز کرد. در حالی که به سیاحت در اکناف آمریکا و انجام شغل‌های گوناگونی مشغول بود، نخستین داستانش به نام دو دره را در سال ۱۹۳۳ منتشر کرد. اما اولین کار مشهورش، شهروند تام پین برداشتی داستانی از زندگی توماس پین بود. فاست که همواره به تاریخ آمریکا علاقه‌مند بود، داستان آخرین مرز را در مورد تلاش شاینها برای بازگشت به سرزمین مادری شان و داستان راه آزادی را دربارهٔ زندگی بردگان سابق در دوره بازسازی به رشته تحریر در آورد.

## نقش فاست در جنبش لزوم پایبندی به قانون اساسی
فاست در مقاله مهم "چرا الحاقیه پنجم؟"، به‌طور مفصل، هدف متمم پنجم قانون اساسی ایالات متحده آمریکا را شرح می‌دهد. او با کارایی هر چه تمام تر از مفهوم هراس سرخ برای توضیح در مورد کلمه "پنجم" استفاده می‌کند.

## دوران حرفه‌ای
فاست در زمان جنگ جهانی دوم در خدمت دفتر اطلاعات ایلات متحده بود و برای صدای آمریکا می‌نوشت. او در ۱۹۴۳ به حزب کمونیست آمریکا پیوست و در ۱۹۵۰ به کمیته اقدامات غیر آمریکایی احضار شد. در آنجا او از افشا کردن نام همکارانش در تأسیس بنیادی برای حمایت از یتیمان سربازهای آمریکایی حاضر در جنگ داخلی اسپانیا امتناع کرد (یکی از همکارانش النور روزولت بود) و به یک دوره زندان سه‌ماهه به دلیل اخلال در کار کنگره محکوم شد.
در زندان، نوشتن اثر مشهورش اسپارتاکوس که رمانی در مورد یک شورش در بین بردگان جمهوری روم بود، را آغاز کرد. اما بعد از آزادی از زندان، در فهرست سیاه اکثر بنگاه‌های انتشاراتی قرار گرفت و مجبور شد خودش این رمان را به چاپ برساند. بر طبق معیارهای موجود برای کتاب‌های چاپ شده به وسیله نویسنده اثر، این رمان به موفقیتی بزرگ دست یافت و در چهار ماه نخست، هفت بار تجدید چاپ شد (بر اساس خاطرات فاست، از ۵۰۰۰۰ نسخه چاپ شده، ۴۸۰۰۰ نسخه فروش رفت). پس از این جریان، فاست انتشارات بلو هرون (Blue Heron) را تأسیس کرد و به این طریق توانست تا زمانی که هنوز در فهرست سیاه قرار داشت، آثار خودش را به چاپ برساند. دقیقاً همان‌طور که تولید فیلم مبتنی بر اسپارتاکوس (پخش فیلم در ۱۹۶۰) را به عنوان مرحله مهمی در از هم پاشیدن فهرست سیاه هالیوود به حساب آوردند، چاپ مجدد رمان فاست به وسیله نشر کراون (Crown) در ۱۹۵۸ نیز به نحو بارزی باعث خروج فاست از لیست سیاه انتشاراتی‌ها گردید.
فاست در سال ۱۹۵۲ به عنوان نامزد حزب کارگر در انتخابات کنگره حضور داشت. در خلال دهه ۱۹۵۰ برای نشریه دیلی ورکر که روزنامه ارگان حزب کمونیست آمریکا بود، قلم زد. فاست مشهورترین نویسنده آمریکایی در اتحاد شوروی به‌شمار می‌رفت و در ۱۹۵۳ به جایزه صلح لنین دست یافت. اما در ۱۹۵۶ به دلیل مسائلی از قبیل شرایط موجود در اتحاد شوروی و اروپای شرقی از حزب جدا شد.
فاست مدتی در فرهنگستان ملی طراحی به مقدمات نقاشی مشغول شد. در سال ۱۹۴۵ خبرنگار مجله‌های «اسکوایر» و «کورونت» در اروپا و خاور دور بود. در ۱۹۴۷ در دانشگاه ایندیانا تدریس می‌کرد.
فاست از پایه گذاران نهضت جهانی صلح بود و طی سال‌های ۵۵–۱۹۵۰ عضو شورای عالی این نهضت بود.
بیشتر آثار فاست از تاریخ و زندگی مردم آمریکا به ویژه در زمان انقلاب آمریکا و جنگ‌های استقلال مایه می‌گیرد.
در سال‌های میانی دهه ۱۹۵۰ فاست و خانواده‌اش به تینک، نیوجرسی نقل مکان کردند.
اندکی پس از آن، فاست کتاب بامداد آوریل را نوشت که شرحی از نبرد لگزینگتون و کنکورد از زاویه دید یک نوجوان است. با وجود آنکه این کتاب در اصل برای گروه سنی نوجوانان نوشته نشده بود لیکن به یکی از متون درسی رایج در مدارس راهنمایی آمریکا تبدیل شد و احتمالاً محبوب‌ترین اثر او در سال‌های ابتدایی قرن بیست و یکم بوده‌است. یک فیلم تلویزیونی نیز بر اساس این کتاب در ۱۹۸۸ ساخته شد.
در ۱۹۶۰ فاست با استفاده از نام مستعار «ای. وی. کانینگهام» نوشتن رمان‌های کارآگاهی/معمایی را آغاز کرد. این تغییر نام، عملی رایج در بین نویسندگانی بود که می‌خواستند سوابق نوشتن «جدی» شان را از آثار تخیلی شان متمایز کنند (همانند گور ویدال که آثار معمایی اش را با نام «ادگار باکس» چاپ می‌کرد). او همچنین تحت نام‌های «بن بروچ»، «والتر اریکسون» و «سیمون کنت» نیز آثاری را منتشر کرده‌است.
در ۱۹۷۴ فاست و خانواده‌اش در کالیفرنیا ساکن شدند و در آنجا او به نوشتن نمایش نامه‌های تلویزیونی پرداخت. در ۱۹۷۷ او کتاب مهاجران را منتشر کرد که نخستین کتاب از یک سری ۶ تایی بود.

## زندگی شخصی
فاست در ۶ ژوئن ۱۹۳۷ با بتی کوهن ازدواج کرد و دارای دو فرزند به نام‌های جاناتان و ریچل گردید. بتی در ۱۹۹۴ درگذشت و او در ۱۹۹۹ با مرسدس اوکانر ازدواج کرد.
سرانجام فاست در ۱۲ مارس ۲۰۰۳ در الد گرینویچ کانکتیکت درگذشت.
پسر او جاناتان فاست و همسرش اریکا یانگ و همچنین دختر آن‌ها مالی یانگ فاست نیز نویسنده هستند.

## آثار
- دو دره (۱۹۳۳)، به فارسی ترجمه شده‌است.
- دیروز بیگانه (۱۹۳۴)
- زاده آزادی (۱۹۳۹)، به فارسی ترجمه شده‌است.
- آخرین مرز (۱۹۴۱)، مترجم فریدون مجلسی، نشر رازی، ۱۳۶۶
- شکست ناپذیر (۱۹۴۲)، مترجم دکتر حسن مرندی.
- شهروند تام پین (۱۹۴۳)، مترجم حسن کامشاد ۱۳۳۱
- راه آزادی (۱۹۴۴)، مترجم مینا سرابی (انتشارات علم، انتشارات نوید)
- پاتریک هری (۱۹۴۵)
- آمریکایی (۱۹۴۶)، مترجم فریدون مجلسی. نشر رسانه ۱۳۷۲
- کلارکتون (۱۹۴۷)
- تیتو و مردمش (۱۹۴۸)
- اسپارتاکوس (۱۹۵۱)، مترجم ذبیح اله منصوری
- سودای ساکو و وازتی (۱۹۵۳)
- سیلاس تیمبرمن (۱۹۵۴)
- سرگذشت لولاگرگ (۱۹۵۶)
- خدای عریان (۱۹۵۷)
- موسی (فرزند نیل) (۱۹۵۸)، مترجم پرویز همایون پور، انتشارات معین؛ و ذبیح‌الله منصوری انتشارات زرین
- قصه وینستون (۱۹۵۹)
- بامداد آوریل (۱۹۶۱) به فارسی ترجمه شده‌است.
- دختر آگریپا (۱۹۶۴)
- عبور از دود (۱۹۷۱)
- مهاجران (۱۹۷۷). مترجم فریدون مجلسی. نشر البرز، ۱۳۷۵
- نسل دوم (۱۹۷۸). به فارسی ترجمه شده‌است. مترجم خسرو همایون پور، انتشارات معین، ۱۳۷۵
- توانمندان (۱۹۷۹)
- ژنرال به یک فرسته شلیک کرد، مجموعه داستان‌های کوتاه (۱۹۷۵)، مترجم فریدون مجلسی. ناشر کتابسرا، ۱۳۶۵. این کتاب در سال ۱۳۸۱ زیر عنوان تماشاخانه به وسیله نشر قطره منتشر شد.
- رستگاری (۱۹۹۹)